# Jean-Baptiste Thibault
Jean-Baptiste Thibault (14 grudnia 1810 – 4 kwietnia 1879) – misjonarz katolicki, działający w XIX wieku w Kanadzie.

## Życiorys
Święcenia kapłańskie przyjął 1 września 1833 w diecezji St. Boniface w dzisiejszej Manitobie. W 1842 wyruszył w podróż misyjną w głąb Ziemi Ruperta i Terytoriów Północno-Zachodnich. Dotarł aż do podnóża Gór Skalistych. W 1844 założył misje Lac Ste. Anne w dzisiejszej Albercie.
W 1869 o. Thiboult został poproszony przez Hectora-Louisa Langevina by towarzyszyć Charlsowi de Salaberry w roli negocjatora w sporze rządu Kanady z Metysami z kolonii nad Rzeką Czerwoną, w związku z wydarzeniami znanymi jako rebelia nad Red River. Thiboult przyjął ofertę i spotkał się z przedstawicielami Metysów, z Louisem Riel na czele. Autorytatywny styl negocjacji, narzucony przez o. Thibault zraził do niego Metysów, którzy odmówili dalszych z nim rozmów. Inna przyczyna załamania się rozmów był fakt, że Thibault nie otrzymał legitymacji do podejmowania decyzji, lecz tylko przedstawienia Metysom stanowiska rządowego i wybadania ich intencji; po załamaniu się negocjacji został zatrzymany w kolonii jako zakładnik.
Do roku 1872 Thiboult pozostał w Manitobie zostając proboszczem parafii św. Franciszka Ksawerego, a następnie powrócił do Quebecu gdzie był proboszczem kolejno kilku różnych parafii.